# 李珊 (排球运动员)
李珊（1980年5月21日—），女，天津人，中国排球运动员，中国女排接應二傳。擔任天津普利斯通女排的隊長。身高1米86，体重65公斤，身披6號球衣。现任天津市体育局排球运动管理中心主任。

## 成績
- 2001年世界女排大奖赛总决赛冠军
- 2002年世界女排大奖赛总决赛亚军
- 2002年世界女排锦标赛第4名
- 2003年世界女排大奖赛冠军，亚锦赛冠军
- 2003年女排世界杯冠军
- 2004年雅典奥运会女排冠军